# Gaucher du Puiset
Gaucher du Puiset (né vers 1200, † en 1219) est l'héritier du comté de Bar-sur-Seine en Champagne et de la vicomté de Chartres. Il est le fils de Milon IV du Puiset et de Hélisende de Joigny.

## Biographie
En 1218, il prend part à la cinquième croisade et part en Terre sainte avec son père Milon IV, comte de Bar-sur-Seine, ainsi que de ses demi-frères Jean II d'Arcis et Guy d'Arcis, et combattent ensemble au siège de la Tour du Phare en Égypte puis au siège de Damiette où il trouve la mort le 30 juillet 1219. Son père décédera peu après, le 19 août.
Selon certains historiens du XIXe siècle, il serait le frère de Guillaume de Chartres, quatorzième maître de l'Ordre du Temple, mais c'est probablement une erreur.

## Mariage et enfants
Vers 1218, il épouse Elisabeth de Courtenay, fille de Pierre II de Courtenay, empereur latin de Constantinople, et de Yolande de Hainaut, mais n'ont pas de descendance.
Après sa mort, sa veuve, Elisabeth de Courtenay, se marie en secondes noces avec Eudes, Seigneur de Montagu.

## Sources
- Marie Henry d'Arbois de Jubainville, Histoire des Ducs et Comtes de Champagne, 1865.
- Lucien Coutant, Histoire de la ville et de l'ancien comté de Bar-sur-Seine, 1854.